# RBU-6000
RBU-6000 (tiếng Nga: РБУ-6000, Реактивно-бомбовая установка-6000) là hệ thống vũ khí chống tàu ngầm phát triển tại Liên Xô, hệ thống này phóng các quả depth charge có đường kính 212 mm. Vũ khí này được phát triển bởi Viện  Kỹ thuật Nhiệt Moskva (Моско́вский институ́т теплоте́хники) dưới sự chỉ đạo của công trình sư trưởng là V.A Mastalygin. Lực lượng hải quân Liên Xô đã thông qua để đưa hệ thống vào phục vụ năm 1961. Việc chế tạo được thực hiện tại Nhà máy số 9 của Cục Thiết kế đặc biệt. Hiện tại hệ thống được sử dụng rộng rãi trên các tàu của lực lượng hải quân Nga.

## Thiết kế
Hệ thống được điều khiển từ xa thông qua bộ phận điều khiển tác chiến với các ống phóng xếp cạnh nhau theo hình móng ngựa. Nó có thể phóng theo loạt định 1, 2, 4, 8 hay 12 quả một lần và việc nạp đạn được tự động hoàn toàn với hệ thống nạp đạn nằm ngay bên dưới trong thân tàu có thể chứa từ 72 đến 96 quả, khi sử dụng hết bom nó sẽ tự động nạp đạn, hệ thống sẽ gấp lại đưa các ống vào vị trí thẳng góc 90 độ so với sàn tàu để các quả bom được đẩy vào từ hệ thống nạp bên dưới trước khi trở về chỗ cũ.
Góc bắn giới hạn của hệ thống là -15° đến 60° theo chiều dọc còn khi nạp đạn nó sẽ gấp đến 90°, góc xoay là 0° đến 180° theo chiều ngang và tốc độ quay là 30°/giây. Hệ thống sử dụng bom phóng RGB-60 với trọng lượng 119 kg, trọng lượng của đầu đạn là 25 kg, tốc độ chìm là 11,5 m/s với độ sâu hoạt động hiệu quả là 500 m.
Đôi khi RBU-6000 cũng được dùng cho việc pháo kích bờ biển.

## Biến thể
RPK-8: Bản nâng cấp của RBU-6000 có khả năng bắn loại tên lửa 90R dò tìm mục tiêu chủ động trong nước. Việc này cho phép đầu đạn tìm mục tiêu để đâm vào tăng hiệu quả của việc chống ngầm đến độ sâu 1000 m. Đầu đạn của loại tên lửa này là đầu đạn lõm để có thể xuyên thủng vỏ của các loại tàu ngầm. Vì chúng có khả năng tự tìm mục tiêu nên cũng được dùng để chống thợ lặn và đánh chặn ngư lôi.

## Các nước sử dụng
- Liên Xô/ Nga
- Algeria
- Azerbaijan
- Trung Quốc
- Cuba
- Ethiopia
- Ấn Độ
- Ba Lan
- Bulgaria
- Iran
- Indonesia
- Lithuania
- Libya
- Pakistan
- Romania
- Syria
- Nam Tư
- Serbia và Montenegro
- Montenegro
- Ukraine
- Việt Nam